# 菊地佐玖子
菊地 佐玖子（きくち さくこ、1933年2月2日 - ）は、日本の女優である。劇団銅鑼所属。兵庫県出身。以前はプロダクション・タンクに所属していた。

## 出演

### テレビ
- バッテリー[3]
- 虹[3]
- 勝海舟[3]
- 地球に好奇心（ボイスオーバー）[3]
- 野田ともうします。[3]（アパートのおばあさん[要出典]）
- 花ぼうろ[3]
- ザ・刑事[3]
- 火垂るの墓[3]
- 俺たちに気をつけろ[3]
- CAとお呼び![3]
- 百年の物語[3]
- 新天までとどけ[3]
- あんどーなつ[3]
- 二重生活[3]
- 白い巨塔[3]
- さくら心中[3]
- カエルの王女さま[3]
- ラストホープ[3]
- 世にも奇妙な物語〜来世不動産〜[3]（老人の妻[要出典]）
- 相棒[3]
- 阪神大震災[3]
- 再会[3]
- 中国ドラマ「記憶の証明」[3]

### 映画
- スーパーの女[3]
- 13階段[3]
- ニライカナイからの手紙[3]
- ありがとう[3]
- 20世紀少年[3]
- 任侠ヘルパー[3]

### 舞台
- 虹のゆくえ[3]
- 燃える雪[3]
- 夕鶴[3]
- より強き者[3]
- マクベス[3]
- 俺たちの甲子園[3]
- らぶそんぐ[3]
- 秋田殺人事件[3]
- 黒い服の未亡人[3]
- Big Brother[2]
- 夢の波間[3]
- アンネの日記[3]
- 夏の日突然に[3]
- はちまん[3]
- 冬の鬼火[3]
- 二つの月曜日の思い出[3]
- 僕生きたかった[3]
- レズビアンの夜[3]
- 白衣の告発[3]
- 藍色回廊殺人事件[3]
- 樹々の息吹[3]
- センポ・スギハァラ[3]
- カタクリの花の咲く頃[3]
- はい、奥田製作所。[2]

### ラジオ
- 秀吉と利休[3]
- 唐棣色の明日[3]
- あの堤を超えて[3]
- 春の空へ[3]

### 朗読
- 京ことばで語る源氏物語「葵」「未摘花」[3]
- 継志―板橋の戦争を語りつぐ[3]

### CM
- セキスイハイム[1]

## 方言指導
- 舞台「だんだん」[3]
- 明治座公演・博多座「天璋院 篤姫」[3]
- CX「坂本龍馬 最大の謎と秘密の暗号」[3]
- NTV「書道教授」[3]